# مروة راتب
مروة راتب (5 فبراير 1991 -)، ممثلة سورية تعيش في الإمارات. بدأت التمثيل في عام 2006 من خلال مسلسل جمرة غضى، حيث أدت شخصية «فتون» الفتاة الشقية واستطاعت تقديم الدور بنجاح على رغم من صغر سنها.

## أعمالها

### من المسلسلات
- 2006: جمرة غضى.
- 2008: أبلة نوره.
- 2009: عجيب غريب.
- 2010: طماشة - الجزء الثاني.
- 2010: بنات آدم.
- 2011: الغني والبخيل.
- 2012: لعبة الشيطان.[2]
- 2014: حبة رمل.
- 2015: حارش وارش.
- 2019: الطواش.

### من المسرحيات
- 2011: غريب زنقة زنقة.

### الأداء الصوتي
- 2013: المسلسل الكرتوني منصور - بشخصية منصور.

## روابط خارجية
- مروة راتب على موقع قاعدة بيانات الأفلام العربية